# Die Macher
Die Macher è un gioco da tavolo in stile tedesco strategico di Karl-Heinz Schmiel pubblicato nel 1986 da Hans im Gluck.
Nel 1998 la seconda edizione del gioco è stato nominato per il premio Spiel des Jahres.

## Ambientazione
Le meccaniche del gioco sono basate sul sistema elettorale tedesco ed ogni giocatore assume il ruolo di leader di uno dei cinque principali partiti politici. I partiti fanno punti in base alla posizione ottenuta in ognuna delle sette elezioni regionali, in base alla base elettorale del partito a livello nazionale, in base al livello di controllo che hanno sui media, e a quanto la piattaforma programmatica coincida con i bisogni del paese.
Ogni elezione regionale è un "mini-gioco" a sé stante. 
Ogni regione ha i propri interessi (riforma della sanità oppure no?), ed il vostro partito andrà meglio se la piattaforma programmatica sarà allineata alle preoccupazioni regionali.
I giocatori (i partiti) hanno un potere limitato di tenere conferenze; più ne terranno meglio andranno nella regione corrente. Le carte "Governo Ombra" (lobbisti) possono essere usate per ottenere favori speciali, ed ogni partito tiene traccia della propria tendenza nella regione usando una "scala mobile". 
Una volta effettuate le elezioni, ogni partito fa punti con questa formula (andamento + coincidenza degli interessi di partito con la regione) * conferenze tenute. Il punteggio massimo è 50, e i punti elettorali (punti vittoria) vengono guadagnati in base a questo punteggio. Ognuna delle sette regioni viene casualmente assegnata ad altre regioni, in modo che ogni elezione può essere più o meno influente di un'altra. I giocatori possono modificare la propria piattaforma programmatica, esercitare controllo sui media locali può influenzare l'opinione pubblica sui problemi reali della regione.
Vincere un'elezione locale permette ad un partito di incrementare il proprio controllo dei media a livello nazionale e a delineare l'elenco di priorità della nazione. I giocatori possono vedere con anticipo gli sviluppi elettorali e decidere se usare le risorse sull'elezione in corso o su quella successiva rendendo ancora più difficile prendere decisioni.
Durante ogni elezione regionale, i partiti possono fare temporanee alleanze e condividere i punti vittoria.
Una partita a Die Macher può durare fino a quattro ore.

## Edizioni
Die Macher è stato inizialmente pubblicato da Hans im Glück nel 1986 come gioco per quattro persone. Questa edizione è spesso oggetto di ricerca da parte dei collezionisti.
Nel 1998 è stata pubblicata, sempre dall'editore Hans im Glück, un'edizione rinnovata del gioco, che ha ricevuto la nomination per il premio Spiel des Jahres (Gioco dell'anno) del 1998.
Nel 2006, l'editore canadese Valley Games ha pubblicato una nuova edizione multilingua del gioco, con il regolamento in inglese, tedesco, spagnolo, francese, italiano ed olandese e con la sostituzione del testo in tedesco presente sulle precedenti versioni con un sistema di simboli ed icone.
Nel 2019 Hans im Glück ha pubblicato una nuova edizione del gioco.

## Premi e riconoscimenti
1998
- Spiel des Jahres: Gioco nominato[2];
- Deutscher Spiele Preis: 9ª posizione[3];